# Мађаре (Косовска Митровица)
Мађаре (архаично Мађера; алб. Magjerë) је насеље у општини Косовска Митровица, Косово и Метохија, Република Србија.

## Положај села
Село је у изворишту Мађерске реке, на падинама Поповог брда, Чуки и Чулини. У међама села су: Етемова чука, Колибица, Милисављево брдо, Марин извор, Побијени камен, Рамниште, Зјачки мост, Мајданска река, Претенова чесма, Претенов крш, Близаначко пресло.

## Историја
По Девичком катастиху Мађаре је спадало 1772. године у нурију попа Радивоја. Средином 18. века у ово српско село почињу да продиру Арбанаси из Малесије у Албанији. У селу затичу становнике Србе. Године 1772. и 1775. у Девичком катастиху бележе се приложници манастира Девич, становници Мађара: Јован, Степан и Радоико, док су други становници: Милисав и Мара, оставили трага свога живота у топонимима Милисављево брдо и Марин извор.

## Становништво
По попису од 1921. Мађаре има 26 домаћинстава са 172 члана. 1948. 83 домаћинства са 289 чланова.
| Демографија | Демографија | Демографија |
| Година      | Становника  | Становника  |
| ----------- | ----------- | ----------- |
| 1948.       | 289         |             |
| 1953.       | 318         |             |
| 1961.       | 336         |             |
| 1971.       | 363         |             |
| 1981.       | 287         |             |
| 1991.       | 339         |             |